# Институт проблем химико-энергетических технологий СО РАН
Институт проблем химико-энергетических технологий СО РАН — институт Сибирского отделения РАН, организованный в 2001 году. Расположен в Бийске.

## Общие сведения
Основными направлениями научной деятельности является синтез высокоэнергетических соединений, лекарственных и биологически активных субстанций, а также создание новых материалов (композиционных, теплоизоляционных и конструкционных) и изучение процессов  горения и взрыва.

## История
Директором-организатором института в первые годы (2001-2006) был академик РАН, профессор Сакович, Геннадий Викторович.
ИПХЭТ СО РАН и Институт криминалистики ФСБ (он же НИИ-2 ФСБ или в/ч 34435) держат связь, как минимум, на протяжении последних девяти лет. За это время учёные получили от силовиков семь подрядов на общую сумму около 25 млн рублей, говорится на сайте госзакупок.
В 2018 году стало известно, что ученые ИПХЭТ разработали наносорбент для дегазации поверхностей, загрязнённых веществами, относящимися к химическому оружию.
По данным The Insider, в Институте проблем химико-энергетических технологий разрабатывался «набор наносорбентов для удаления следов химического оружия с зараженных участков». Этот институт также сотрудничает с Институтом криминалистики ФСБ, свидетельствуют данные госзакупок. По мнению журналистов-расследователей, в 2020 году в Институте проблем химико-энергетических технологий члены спецгруппы могли избавляться от вещей со следами яда, которым был отравлен Алексей Навальный.

## Структура
- лаборатория синтеза высокоэнергетических соединений
- лаборатория химии азотсодержащих соединений
- лаборатория материаловедения минерального сырья
- лаборатория физико-химических основ создания энергетических конденсированных систем
- лаборатория физики преобразования энергии высокоэнергетических материалов
- лаборатория процессов и аппаратов химических технологий
- лаборатория химии и технологии высокоэнергетических азолов
- лаборатория биоконверсии

## Сотрудники института
175 человек (14 докторов наук, 38 кандидатов наук).
- Советник РАН — Сакович, Геннадий Викторович, академик РАН, профессор

## Дирекция
- Директор — Сысолятин Сергей Викторович, член-корреспондент РАН, доктор химических наук
- Заместители директора по научной работе:
  - Титов Сергей Сергеевич, кандидат технических наук
  - Ильясов Сергей Гаврилович, доктор химических наук